# Beka Records
Beka Records fue una compañía discográfica alemana con sede en Berlín, especializada en música clásica. Permaneció activa desde 1903 a 1925 y durante la década de 1920 fue una de las más famosas del mundo.

## Historia
La compañía fue creada en 1903. Antes de la Primera Guerra Mundial también publicaba discos fonográficos de gramófono para el mercado del Reino Unido bajo el sello Beka-Grand Records. Pasó a ser una subsidiaria de la empresa Carl Lindström, que a su vez fue vendida a la Columbia Graphophone Company en 1926.
Los artistas del sello eran Miss Riboet, Kapelle Merton, la orquesta Dobbri Saxophone, la orquesta Martina Salon, Cook & Carpenter, Jessie Broughton, Bert Alvey, Phillip Ritte, la orquesta Meister, Royal Cowes Minstrels, Albertina Cassani, la orquesta Beka London, Gerhard Ebeler, Lucia Cavalli y Kappelle Willy Krug.